# Agriornis lividus
Agriornis lividus е вид птица от семейство Tyrannidae. Видът е незастрашен от изчезване.

## Разпространение
Разпространен е в Аржентина и Чили.